# 波斯尼亞土耳其人
波斯尼亞土耳其人，是波斯尼亞的少數族裔。
由於奧斯曼帝國的殖民化進程，一個顯著土耳其人社區出現，奧斯曼帝國於1386年征服波斯尼亞和黑塞哥維那，以後一個世紀的人口穩步增長。
然而，在20世紀初，奧斯曼帝國第一次巴爾幹戰爭被擊敗，多數土耳其人離開他們的家園回到土耳其。根據1991年在波斯尼亞和黑塞哥維那的人口普查，有267土耳其人居住在該國; 然而，目前的估計表明土耳其人的實際人數50,000人。